# 吴板桥
吴板桥(Samuel Isett Woodbridge，1856年—1926年)，是19世纪末20世纪初美南长老会派遣来华的著名传教士。1882年，26岁的吴板桥被派到中国。1883年，吴板桥和柏雅各在江苏镇江开辟了美南长老会的传教站，他和司徒尔（司徒雷登之父）先后创立镇江市内的西门、南门、姚一湾3处教堂，附近乡村的大路、宝堰、新丰3处教堂。1902年，吴板桥在上海创办了长老会的机关报——《通问报》，每周一期。吴板桥关于中国的译著很多，特别关注张之洞的思想活动。
1900年，吴板桥在江西庐山牯岭17号（今莲谷路10号）建有一幢2层别墅。他在牯岭任大英执事会的市政委员，山上有一条马路也命名为板桥路（Woodbridge Road）。